# Mniszów
Mniszów – wieś w Polsce położona w województwie małopolskim, w powiecie proszowickim, w gminie Nowe Brzesko.
| SIMC    | Nazwa | Rodzaj     |
| ------- | ----- | ---------- |
| 0329680 | Chełm | przysiółek |

W latach 1954–1961 wieś należała i była siedzibą władz gromady Mniszów, po jej zniesieniu w gromadzie Kowala. W latach 1975–1998 miejscowość administracyjnie należała do województwa krakowskiego.